# Швабинский, Макс
Макс Швабинский (чеш. Max Švabinský; 17 сентября 1873, г. Кромержиж — 10 февраля 1962, г. Прага) — чешский живописец и график.

## Жизнь и творчество
Макс Швабинский родился 17 сентября 1873 года в Злинском крае, в Восточной Моравии.
Учился в пражской Академии Художеств (1891—1898).
Вместе с такими мастерами, как Ян Прейслер, Антонин Славичек и Милош Йиранек он является одним из основоположников современного чешского художественного искусства.
В начале XX столетия (в 1895–1919 годы) художник вместе со своей женой Элой и семьёй Вейрих часто бывал в местечке Козлув близ Ческой-Тршебовы. В этой местности были написаны эскизы ко многим пейзажам Швабинского. К этому времени он уже создаёт некоторые известные свои произведения — такие, как полотно «Бедная местность».
Создал рисунки ряда почтовых марок и банкнот.
Как великолепный график Макс Швабинский был призван в качестве профессора в 1910 году в Пражскую Художественную академию, где среди его многочисленных учеников был, в частности, Властимил Рада. Член Чешской академии наук и искусства.
Умер 10 февраля 1962 года в Праге.

## Награды и заслуги
- В 1945 году он был удостоен почётного титула Народный художник Чехословакии и право пожизненно пользоваться отдельной мастерской в Художественной академии Праги.
- Государственная премия ЧССР (1952).

## Избранные полотна
- Chudý kraj (Бедная местность) 1900 масло, холст, 179x246 см.
- Splynutí Duší (Сплетение душ) 1896 масло, холст, 65,5x45,5 см.
- Růžový portrét (Розовый портрет) 1898 холст, масло, 152x135 см.
- Kulatý portrét (Круглый портрет) 1897 Öl auf Leinwand, Ø 105,5 см.
- Kamélie (камелия) 1903 перо, кисть, тушь; акварель 122x60,7 см.

## Галерея

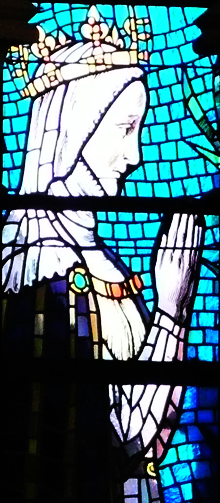
Элиза
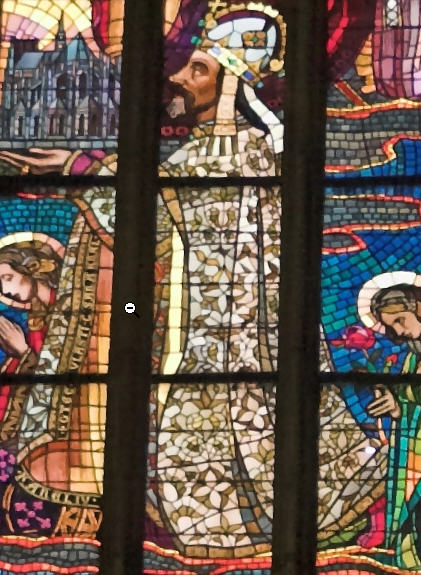
Карел IV
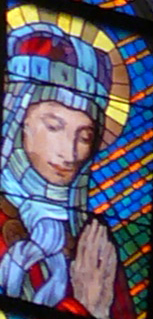
Людмила
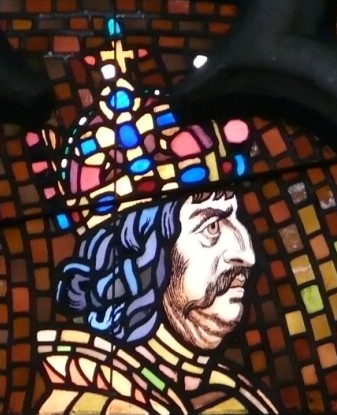
Подебрад
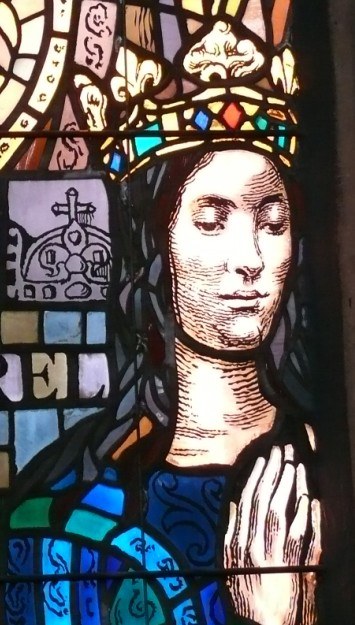
Св.Вит